# Кір'ят-Оно
Кір'ят-Оно (івр. קִרְיַת אוֹנוֹ) — місто в центрі Ізраїлю, частина Тель-Авівського мегаполісу. Заснований в 1940 році ядром з 40 новоприбулих сімей як сільськогосподарське селище, яке перебувало у той час (до заснування Держави Ізраїль) посеред боліт і ворожого арабського оточення.
Як і інші «міста», складові мегаполісу «Гуш-Дан» (Великий Тель-Авів), Кір'ят-Оно неможливо сприймати окремо від оточуючих його «міст». Кір'ят-Оно вважається престижним і комфортабельним районом Гуш-Дану, жителі якої здебільшого працюють у ділових центрах Тель-Авіва. Населення майже виключно світське. Серед нього відносно небагато вихідців з колишнього СРСР.

## Видатні особи
- Йона Волах — ізраїльська поетка